# Sindaci di Firenze
Di seguito l'elenco cronologico dei sindaci di Firenze e delle altre figure apicali equivalenti che si sono succedute nel corso della storia.

## Granducato di Toscana (1781-1860)
Gonfaloniere annuale
Carica annuale che cambiava il 1º marzo, secondo il tradizionale calendario fiorentino.
- 1º marzo 1782-28 febbraio 1783: Giuseppe Maria Panzanini
- 1º marzo 1783-28 febbraio 1784: Francesco Catellini da Castiglione
- 1º marzo 1784-28 febbraio 1785: Giovan Giorgio Ugolini
- 1º marzo 1785-28 febbraio 1786: Maldonato Amadio d'Aldama
- 1º marzo 1786-28 febbraio 1787: Alberto Rimbotti
- 1º marzo 1787-29 febbraio 1788: Giuseppe Baldovinetti di Poggio
- 1º marzo 1788-28 febbraio 1789: Giuseppe Arnaldi
- 1º marzo 1789-28 febbraio 1790: Alberto Rimbotti
- 1º marzo 1790-28 febbraio 1791: Miniato Miniati
- 1º marzo 1791-29 febbraio 1792: Pietro Baldigiani
- 1º marzo 1792-28 febbraio 1793: Ferdinando de' Bardi
- 1º marzo 1793-28 febbraio 1794: Pietro Soderini
- 1º marzo 1794-28 febbraio 1795: Antonino da Castiglione
- 1º marzo 1795-29 febbraio 1796: Francesco Passerini
- 1º marzo 1796-28 febbraio 1797: Vieri De' Cerchi
- 1º marzo 1797-28 febbraio 1798: Ottavio Pitti
- 1º marzo 1798-28 febbraio 1799: Leonardo Buonarroti
- 1º marzo 1799-28 febbraio 1800: Orazio Smeraldo Morelli
- 1º marzo 1800-28 febbraio 1801: Francesco Catellini da Castiglione
- 1º marzo 1801-28 febbraio 1802: Niccolò Arrighi
- 1º marzo 1802-28 febbraio 1803: Michele Roti
- 1º marzo 1803-29 febbraio 1804: Pietro Mancini
- 1º marzo 1804-28 febbraio 1805: Giovan Carlo Mori Ubaldini
- 1º marzo 1805-28 febbraio 1806: Giulio Orlandini
- 1º marzo 1806-28 febbraio 1807: Vespasiano Marzichi
- 1º marzo 1807-29 febbraio 1808: Tommaso Guadagni
- 1º marzo 1808-28 febbraio 1809: Filippo Guadagni

Maire
Maire sotto l'impero francese:
- 29 ottobre 1809-10 maggio 1813: Emilio Pucci
- 11 maggio 1813-31 dicembre 1814: Girolamo Bartolommei

Gonfaloniere
In carica a scadenza più lunga, poi biennale e infine varia.
- 1º gennaio 1815-11 marzo 1816: Giovanni Battista Gondi
- 12 marzo 1816-4 gennaio 1817: Giovanni Rosselli del Turco
- 5 gennaio 1817-30 giugno 1821: Tommaso Corsi
- 1º luglio 1821-31 dicembre 1825: Jacopo Guidi
- 1º gennaio 1826- 31 dicembre 1828: Giovanni Battista Covoni
- 1º gennaio 1829-31 dicembre 1831: Giovanni Battista Andrea Boubon del Monte
- 1º gennaio 1832-31 dicembre 1834: Cosimo Antinori
- 1º gennaio 1835-31 dicembre 1840: Garteano De' Pazzi
- 1º gennaio 1841-31 dicembre 1842: Luigi de Cambray Digny
- 1º gennaio 1843-31 dicembre 1846: Pier Francesco Rinuccini
- 1º gennaio 1847-12 dicembre 1847: Vincenzo Peruzzi
- 13 dicembre 1847-16 novembre 1848: Bettino Ricasoli
- 17 novembre 1848-29 settembre 1850: Ubaldino Peruzzi
- 29 settembre 1850-20 novembre 1850: Carlo Torrigiani
- 21 novembre 1850-31 dicembre 1853: Vincenzo Capponi
- 1º gennaio 1854-20 aprile 1859: Edoardo Dufour Berté

## Regno d'Italia (1859-1946)
| Gonfalonieri nominati con Regio decreto (1859-1865)                | Gonfalonieri nominati con Regio decreto (1859-1865) | Gonfalonieri nominati con Regio decreto (1859-1865) | Gonfalonieri nominati con Regio decreto (1859-1865) | Gonfalonieri nominati con Regio decreto (1859-1865) | Gonfalonieri nominati con Regio decreto (1859-1865) |
| Nominativo                                                         | Nominativo                                          | Partito                                             | Partito                                             | Mandato                                             | Mandato                                             |
| Nominativo                                                         | Nominativo                                          | Partito                                             | Partito                                             | Inizio                                              | Fine                                                |
| ------------------------------------------------------------------ | --------------------------------------------------- | --------------------------------------------------- | --------------------------------------------------- | --------------------------------------------------- | --------------------------------------------------- |
|                                                                    | Ferdinando Bartolommei                              | –                                                   | –                                                   | 27 aprile 1859                                      | 10 ottobre 1863                                     |
|                                                                    | Giulio Carobbi (facente funzioni)                   | –                                                   | –                                                   | 11 ottobre 1863                                     | 31 agosto 1865                                      |
|                                                                    | Luigi Guglielmo Cambray-Digny                       |                                                     | Indipendente                                        | 1º gennaio 1865                                     | 31 agosto 1865                                      |
| Sindaci nominati con Regio decreto (1865-1889)                     |                                                     |                                                     |                                                     |                                                     |                                                     |
| Nominativo                                                         | Nominativo                                          | Partito                                             | Partito                                             | Mandato                                             | Mandato                                             |
| Nominativo                                                         | Nominativo                                          | Partito                                             | Partito                                             | Inizio                                              | Fine                                                |
|                                                                    | Luigi Guglielmo Cambray-Digny                       |                                                     | Indipendente                                        | 1º settembre 1865                                   | 27 ottobre 1867                                     |
|                                                                    | Giuseppe Garzoni (facente funzioni)                 | –                                                   | –                                                   | 5 novembre 1867                                     | 4 marzo 1869                                        |
|                                                                    | Lorenzo Ginori Lisci                                |                                                     | Destra storica                                      | 5 marzo 1869                                        | 29 ottobre 1869                                     |
|                                                                    | Ubaldino Peruzzi (facente funzioni)                 |                                                     | Destra storica                                      | 30 ottobre 1869                                     | 31 dicembre 1870                                    |
| Ubaldino Peruzzi                                                   | 1º gennaio 1871                                     | 15 maggio 1878                                      | Destra storica                                      |                                                     |                                                     |
|                                                                    | Felice Reichlin (Regio delegato)                    | –                                                   | –                                                   | 16 maggio 1878                                      | 10 agosto 1879                                      |
|                                                                    | Gaspero Barzellotti (facente funzioni)              | –                                                   | –                                                   | 11 agosto 1879                                      | 14 ottobre 1879                                     |
|                                                                    | Pietro Bastogi (facente funzioni)                   | –                                                   | –                                                   | 17 ottobre 1879                                     | 27 gennaio 1880                                     |
|                                                                    | Tommaso Corsini                                     |                                                     | Destra storica                                      | 27 gennaio 1880                                     | 30 marzo 1886                                       |
|                                                                    | Antonino Artimini (facente funzioni)                | –                                                   | –                                                   | 1º aprile 1886                                      | 13 aprile 1886                                      |
|                                                                    | Piero Torrigiani                                    |                                                     | Destra storica                                      | 14 aprile 1886                                      | 14 novembre 1889                                    |
| Sindaci eletti dal Consiglio comunale (1889-1927)                  |                                                     |                                                     |                                                     |                                                     |                                                     |
| Nominativo                                                         | Nominativo                                          | Partito                                             | Partito                                             | Mandato                                             | Mandato                                             |
| Nominativo                                                         | Nominativo                                          | Partito                                             | Partito                                             | Inizio                                              | Fine                                                |
|                                                                    | Francesco Guicciardini                              |                                                     | Destra storica                                      | 16 novembre 1889                                    | 15 dicembre 1890                                    |
|                                                                    | Gaspare Gloria (Regio commissario)                  | –                                                   | –                                                   | 15 dicembre 1890                                    | 4 febbraio 1892                                     |
|                                                                    | Piero Torrigiani                                    |                                                     | Destra storica                                      | 4 febbraio 1891                                     | 2 gennaio 1901                                      |
|                                                                    | Antonio Artimini (facente funzioni)                 | –                                                   | –                                                   | 2 gennaio 1901                                      | 8 ottobre 1902                                      |
|                                                                    | Silvio Berti                                        |                                                     | Destra storica                                      | 8 ottobre 1902                                      | 16 luglio 1903                                      |
|                                                                    | Antonio Artimini (facente funzioni)                 | –                                                   | –                                                   | 21 luglio 1903                                      | 23 ottobre 1903                                     |
|                                                                    | Ippolito Niccolini (facente funzioni)               |                                                     | Destra storica                                      | 24 ottobre 1903                                     | 25 novembre 1903                                    |
|                                                                    | Edoardo Verdinois (Regio commissario)               | –                                                   | –                                                   | 26 novembre 1903                                    | 15 marzo 1904                                       |
|                                                                    | Ippolito Niccolini                                  |                                                     | Destra storica                                      | 15 marzo 1904                                       | 25 giugno 1907                                      |
|                                                                    | Eugenio Talpo (Commissario prefettizio)             | –                                                   | –                                                   | 26 giugno 1907                                      | 29 luglio 1907                                      |
|                                                                    | Francesco Sangiorgi                                 |                                                     | Sinistra storica                                    | 30 luglio 1907                                      | 1º agosto 1909                                      |
|                                                                    | Giulio Chiarugi                                     |                                                     | Sinistra storica                                    | 12 agosto 1909                                      | 10 settembre 1910                                   |
|                                                                    | Alfredo Ferrara (Commissario prefettizio)           | –                                                   | –                                                   | 11 luglio 1910                                      | 12 dicembre 1910                                    |
|                                                                    | Filippo Corsini                                     |                                                     | Destra storica                                      | 12 dicembre 1910                                    | 21 novembre 1913                                    |
|                                                                    | Alberto Giannoni (Commissario prefettizio)          | –                                                   | –                                                   | 22 novembre 1913                                    | 31 agosto 1914                                      |
|                                                                    | Agostino d'Adamo (Commissario prefettizio)          | –                                                   | –                                                   | 1º novembre 1914                                    | 22 febbraio 1915                                    |
|                                                                    | Orazio Bacci                                        |                                                     | Destra storica                                      | 23 febbraio 1915                                    | 25 dicembre 1917                                    |
|                                                                    | Pier Francesco Serragli (facente funzioni)          | –                                                   | –                                                   | 26 dicembre 1917                                    | 21 gennaio 1918                                     |
| Pier Francesco Serragli                                            |                                                     | Destra storica                                      | 22 gennaio 1918                                     | 30 gennaio 1919                                     |                                                     |
|                                                                    | Vittorio Serra Caracciolo (Regio commissario)       | –                                                   | –                                                   | 31 gennaio 1919                                     | 18 giugno 1919                                      |
|                                                                    | Giovanni Valle (Commissario prefettizio)            | –                                                   | –                                                   | 19 giugno 1919                                      | 30 giugno 1919                                      |
|                                                                    | Vittorio Serra Caracciolo (Regio commissario)       | –                                                   | –                                                   | 1º luglio 1919                                      | 22 agosto 1919                                      |
|                                                                    | Giulio Nencetti (Regio commissario)                 | –                                                   | –                                                   | 16 agosto 1919                                      | 30 novembre 1920                                    |
|                                                                    | Antonio Garbasso                                    |                                                     | Partito Nazionale Fascista                          | 1º dicembre 1920                                    | 17 aprile 1923                                      |
|                                                                    | Bruno Fornaciari (Commissario prefettizio)          | –                                                   | –                                                   | 18 aprile 1923                                      | 13 giugno 1923                                      |
|                                                                    | Antonio Garbasso                                    |                                                     | Partito Nazionale Fascista                          | 15 giugno 1923                                      | 15 gennaio 1927                                     |
| Podestà nominati dal governo (1927-1944)                           |                                                     |                                                     |                                                     |                                                     |                                                     |
| Nominativo                                                         | Nominativo                                          | Partito                                             | Partito                                             | Mandato                                             | Mandato                                             |
| Nominativo                                                         | Nominativo                                          | Partito                                             | Partito                                             | Inizio                                              | Fine                                                |
|                                                                    | Antonio Garbasso                                    |                                                     | Partito Nazionale Fascista                          | 16 gennaio 1927                                     | 21 settembre 1928                                   |
|                                                                    | Giuseppe Della Gherardesca                          |                                                     | Partito Nazionale Fascista                          | 22 settembre 1928                                   | 12 dicembre 1933                                    |
|                                                                    | Paolo Venerosi Pesciolini                           |                                                     | Partito Nazionale Fascista                          | 10 ottobre 1933                                     | 8 agosto 1943                                       |
|                                                                    | Guido De Francisci (Commissario prefettizio)        | –                                                   | –                                                   | 9 agosto 1943                                       | 13 febbraio 1944                                    |
|                                                                    | Giotto Dainelli Dolfi                               |                                                     | Partito Fascista Repubblicano                       | 14 febbraio 1944                                    | 11 agosto 1944                                      |
| Sindaci nominati dal Comitato di Liberazione Nazionale (1944-1946) |                                                     |                                                     |                                                     |                                                     |                                                     |
| Nominativo                                                         | Nominativo                                          | Partito                                             | Partito                                             | Mandato                                             | Mandato                                             |
| Nominativo                                                         | Nominativo                                          | Partito                                             | Partito                                             | Inizio                                              | Fine                                                |
|                                                                    | Gaetano Pieraccini                                  |                                                     | Partito Socialista Italiano                         | 11 agosto 1944                                      | 28 novembre 1946                                    |

## Repubblica Italiana (dal 1946)
| Sindaci eletti dal Consiglio comunale (1946-1995)    | Sindaci eletti dal Consiglio comunale (1946-1995) | Sindaci eletti dal Consiglio comunale (1946-1995) | Sindaci eletti dal Consiglio comunale (1946-1995) | Sindaci eletti dal Consiglio comunale (1946-1995) | Sindaci eletti dal Consiglio comunale (1946-1995) | Sindaci eletti dal Consiglio comunale (1946-1995) | Sindaci eletti dal Consiglio comunale (1946-1995) | Sindaci eletti dal Consiglio comunale (1946-1995) |
| Nominativo                                           | Nominativo                                        | Partito                                           | Partito                                           | Giunta                                            | Giunta                                            | Mandato                                           | Mandato                                           | Elezione                                          |
| Nominativo                                           | Nominativo                                        | Partito                                           | Partito                                           | Giunta                                            | Giunta                                            | Inizio                                            | Fine                                              | Elezione                                          |
| ---------------------------------------------------- | ------------------------------------------------- | ------------------------------------------------- | ------------------------------------------------- | ------------------------------------------------- | ------------------------------------------------- | ------------------------------------------------- | ------------------------------------------------- | ------------------------------------------------- |
|                                                      | Mario Fabiani                                     |                                                   | Partito Comunista Italiano                        |                                                   | PCI-PSI-PRI-PdA                                   | 29 novembre 1946                                  | 4 luglio 1951                                     | Elezione 1946                                     |
|                                                      | Giorgio La Pira                                   |                                                   | Democrazia Cristiana                              |                                                   | DC-PSLI-PRI-PLI                                   | 5 luglio 1951                                     | 2 agosto 1956                                     | Elezione 1951                                     |
|                                                      | Giorgio La Pira                                   | DC-PSLI-PRI-PLI                                   | Democrazia Cristiana                              | 3 agosto 1956                                     | 27 giugno 1957                                    | Elezione 1956                                     |                                                   |                                                   |
|                                                      | Lorenzo Salazar (Commissario prefettizio)         | –                                                 | –                                                 | –                                                 | –                                                 | 28 giugno 1957                                    | 6 marzo 1961                                      | –                                                 |
|                                                      | Giorgio La Pira                                   |                                                   | Democrazia Cristiana                              |                                                   | DC-PSLI-PRI-PLI                                   | 7 marzo 1961                                      | 15 febbraio 1965                                  | Elezione 1960                                     |
|                                                      | Lelio Lagorio                                     |                                                   | Partito Socialista Italiano                       |                                                   | DC-PSI-PSDI                                       | 15 febbraio 1965                                  | 19 novembre 1965                                  | Elezione 1964                                     |
|                                                      | Adriano Monarca (Commissario prefettizio)         | –                                                 | –                                                 | –                                                 | –                                                 | 9 novembre 1965                                   | 1º agosto 1966                                    | –                                                 |
|                                                      | Piero Bargellini                                  |                                                   | Democrazia Cristiana                              |                                                   | DC-PSI-PSDI                                       | 1º agosto 1966                                    | 3 novembre 1967                                   | Elezione 1966                                     |
|                                                      | Luciano Bausi                                     |                                                   | Democrazia Cristiana                              | 3 novembre 1967                                   | DC-PSI-PSDI                                       | 29 aprile 1969                                    |                                                   | Elezione 1966                                     |
|                                                      | Guido Padalino (Commissario prefettizio)          | –                                                 | –                                                 | –                                                 | –                                                 | 29 aprile 1969                                    | 15 settembre 1970                                 | –                                                 |
|                                                      | Luciano Bausi                                     |                                                   | Democrazia Cristiana                              |                                                   | DC-PSI-PSDI                                       | 15 settembre 1970                                 | 12 settembre 1974                                 | Elezione 1970                                     |
|                                                      | Giancarlo Zoli                                    |                                                   | Democrazia Cristiana                              | 12 settembre 1974                                 | DC-PSI-PSDI                                       | 19 ottobre 1974                                   |                                                   | Elezione 1970                                     |
|                                                      | Antonio Lattarulo (Commissario prefettizio)       | –                                                 | –                                                 | –                                                 | –                                                 | 30 ottobre 1974                                   | 26 luglio 1975                                    | –                                                 |
|                                                      | Elio Gabbuggiani                                  |                                                   | Partito Comunista Italiano                        |                                                   | PCI-PSI                                           | 26 luglio 1975                                    | 3 settembre 1980                                  | Elezione 1975                                     |
|                                                      | Elio Gabbuggiani                                  | PCI-PSI                                           | Partito Comunista Italiano                        | 3 settembre 1980                                  | 14 marzo 1983                                     | Elezione 1980                                     |                                                   |                                                   |
|                                                      | Alessandro Bonsanti                               |                                                   | Partito Repubblicano Italiano                     |                                                   | DC-PSI-PSDI-PRI                                   | Elezione 1980                                     | 14 marzo 1983                                     | 18 febbraio 1984                                  |
|                                                      | Lando Conti                                       |                                                   | Partito Repubblicano Italiano                     | 26 marzo 1984                                     | DC-PSI-PSDI-PRI                                   | Elezione 1980                                     | 23 settembre 1985                                 |                                                   |
|                                                      | Massimo Bogianckino                               |                                                   | Partito Socialista Italiano                       |                                                   | PCI-PSI-PSDI-PLI                                  | 26 settembre 1985                                 | 2 ottobre 1989                                    | Elezione 1985                                     |
|                                                      | Giorgio Morales                                   |                                                   | Partito Socialista Italiano                       | 2 ottobre 1989                                    | PCI-PSI-PSDI-PLI                                  | 18 luglio 1990                                    |                                                   | Elezione 1985                                     |
|                                                      | Giorgio Morales                                   | DC-PSI-PRI-PSDI-PLI                               | Partito Socialista Italiano                       | 18 luglio 1990                                    | 2 maggio 1995                                     | Elezione 1990                                     |                                                   |                                                   |
| Sindaci eletti direttamente dai cittadini (dal 1995) |                                                   |                                                   |                                                   |                                                   |                                                   |                                                   |                                                   |                                                   |
| Nominativo                                           | Nominativo                                        | Partito                                           | Partito                                           | Coalizione                                        | Coalizione                                        | Mandato                                           | Mandato                                           | Elezione                                          |
| Nominativo                                           | Nominativo                                        | Partito                                           | Partito                                           | Coalizione                                        | Coalizione                                        | Inizio                                            | Fine                                              | Elezione                                          |
|                                                      | Mario Primicerio                                  |                                                   | Indipendente                                      |                                                   | PDS-PRC-PS-FdV-PPI-FL                             | 2 maggio 1995                                     | 13 giugno 1999                                    | Elezione 1995                                     |
|                                                      | Leonardo Domenici                                 |                                                   | Democratici di Sinistra                           |                                                   | DS-PdCI-Dem-PPI-FdV-SDI-RI                        | 13 giugno 1999                                    | 13 giugno 2004                                    | Elezione 1999                                     |
|                                                      | Leonardo Domenici                                 | DS-DL-PdCI-FdV                                    | Democratici di Sinistra                           | 27 giugno 2004                                    | 25 giugno 2009                                    | Elezione 2004                                     |                                                   |                                                   |
|                                                      | Matteo Renzi                                      |                                                   | Partito Democratico                               |                                                   | PD-IdV-SEL-L. civiche                             | 25 giugno 2009                                    | 24 marzo 2014                                     | Elezione 2009                                     |
|                                                      | Dario Nardella (Vicesindaco f.f.)                 |                                                   | Partito Democratico                               | 24 marzo 2014                                     | PD-IdV-SEL-L. civiche                             | 3 giugno 2014                                     |                                                   | Elezione 2009                                     |
| Dario Nardella                                       |                                                   | PD-L. civiche                                     | Partito Democratico                               | 3 giugno 2014                                     | 27 maggio 2019                                    | Elezione 2014                                     |                                                   |                                                   |
| Dario Nardella                                       |                                                   | PD-L. civiche                                     | Partito Democratico                               | 27 maggio 2019                                    | 27 giugno 2024                                    | Elezione 2019                                     |                                                   |                                                   |
|                                                      | Sara Funaro                                       |                                                   | Partito Democratico                               |                                                   | PD-AVS-L. civiche                                 | 27 giugno 2024                                    | in carica                                         | Elezione 2024                                     |